# Ferdinand de Marsin
Grof Ferdinand de Marsin (tudi Marchin), francoski maršal in diplomat, * 10. februar 1656, † 9. september 1706.

## Življenjepis
Rodil se je grofu de Granvilleju in Marie de Balzac d'Entragues.
Sodeloval je v več bitkah na Flamskem v času sedemletne vojne. 
V letih 1701-02 je bil francoski veleposlanik v Španiji. 
Za zasluge med špansko nasledstveno vojno je bil leta 1703, po bitki za Speyerbach, povišan v maršala Francije. Med bitko za Torino je bil smrtno ranjen.
Veljal je za dobrega častnika, a povprečnega generala.